# アウグスト・ヴァッラ
アウグスト・ヴァッラ（August Walla、1936年 - 2001年）は、オーストリアのアウトサイダー・アートのアーティスト。

## キャリア
アウグスト・ヴァッラは母親と祖母の下で一人っ子として育った。彼の母親は、彼が兵士になるのを防ぐために、彼に女児の服を着せ、教育した。後にヴァッラは、彼がソビエト占領中に「共産主義の双子」に再手術された「ナチスの少女」であったと宣言した。彼の作品に描かれた人物は、女性はしばしば「卍」でマークされ、男性は「ハンマーと鎌」でマークされている。
彼は9歳まで正常な発達を示し、特別な学校に通っていた。その後、彼のための教育や仕事は見つからなかった。彼は16歳で最初に精神科の入院治療を受け、20歳で退院した。また母親が病気になった36歳で精神病院に戻った。
ヴァッラは製図技師、画家、写真家として非常に芸術的に働いていた。彼は自らの作品の中で、自分の思いついたシンボルや既存のシンボル、神のような生き物をオブジェクト（家や木でも）に描くことで自分の周囲を捉えていた。こういった人物やシンボルは彼のすべての作品において見られ、彼は完全な芸術的な宇宙を創り上げていた。ヴァッラは1983年から芸術家の家 (マリア・グギング)に住んでおり、いわゆる「アートブリュット」(既存の美術や文化潮流とは無縁の文脈によって制作された芸術作品の意味。 英語ではアウトサイダー・アート）の中で最も用途の広い芸術家の一人であった。
ドイツの著名なパンクバンドであるEA80は、1992年のアルバム「Schauspiele」中の作品「グギング」でのヴァッラの作品に言及している。
2008年、電子ミュージシャンのハンス・ヨアヒム・レーデリウスとカヴァ・ファブリク・レコードによる「The Gugging Album」は、新しいアートと音楽のフェスティバル「Gugging Irritationen」の一環として世界初公開され、これはヴァッラやその他の著名なアーティストへのオマージュであった。
2012年秋、ウィーンのレーベルであるFabrique Recordsは、Peter Turriniと共同で、ヴァッラの作品から厳選されたテキストと手紙を使ったオーディオブックをリリースしている。
フィリップ・ヴァイスの2013年の演劇「美しいうさぎは大抵一人ぼっち」(EinschönerHaseistmeistens derEinzellne)において、ヴァッラは登場人物のひとりとして登場する。